# Sabine Roberty
Sabine Roberty (Ougrée, 13 januari 1970) is een Belgisch politica voor de PS.

## Levensloop
Roberty, dochter van een Belgische vader en een Italiaanse moeder, behaalde in 1992 een graduaat in de communicatiewetenschappen en werd vervolgens tot 1994 kabinetsmedewerker van Laurette Onkelinx, toenmalig federaal minister van Volksgezondheid en daarna minister-president van de Franse Gemeenschap. Daarna werkte ze van 1994 tot 2012 in het ziekenhuis CHU in Luik, op de dienst administratie voor patiënten. Van 2007 tot 2012 was ze er vakbondsafgevaardigde voor de CGSP. 
Daarnaast werd Roberty actief in het domein van thuiszorg en familiehulp, als voorzitter van de raad van bestuur en gedelegeerd van bestuurder van de thuiszorgdienst van de stad Seraing en van 2013 tot 2020 als voorzitter van de thuiszorgcentrale van het gewest Luik-Hoei-Borgworm. 
In 1988 sloot ze zich aan bij de lokale PS-afdeling van Ougrée en vanaf 1994 was ze er bestuurslid, alsook lid van de plaatselijke afdeling van de Socialistische Vooruitziende Vrouwen. Van 1998 tot 2000 was Roberty OCMW-raadslid van Seraing en in oktober 2000 werd ze verkozen tot gemeenteraadslid. Van december 2012 tot juni 2019 was ze schepen van de stad, bevoegd voor Burgerlijke Stand, Bevolking, Raadshuizen en Begraafplaatsen. 
Bij de Waalse verkiezingen van mei 2019 werd Roberty verkozen in het arrondissement Luik. Ze nam vervolgens zitting in het Waals Parlement en het Parlement van de Franse Gemeenschap. Als Waals Parlementslid werd ze lid van de commissies Werk, Sociale Actie en Gezondheid en Gelijke Kansen tussen Mannen en Vrouwen en in het Parlement van de Franse Gemeenschap was ze van 2019 tot 2023 vicevoorzitter van de commissie Kind, Gezondheid, Cultuur, Media en Vrouwenrechten. Van december 2022 tot juni 2024 was Roberty in deze assemblee tevens voorzitter van de PS-fractie. 
In juni 2024 werd Roberty herkozen. Vervolgens werd ze eerste secretaris van het Parlement van de Franse Gemeenschap.